# Jean Chevallier
Jean Léon Lucien Chevallier, né le 31 juillet 1897 à Marseille (Bouches-du-Rhône) et mort le 14 novembre 1985 à Saumur (Maine-et-Loire). 
Il a été artilleur, résistant, représentant français en Allemagne occupée, gouverneur du cercle de Sigmaringen entre 1945 et 1949 puis directeur financier de la société pétrolière Toneline.

## Biographie
Jean Chevallier est le fils de Jules Chevallier (1854-1897), centralien et ingénieur-chimiste originaire de Meuse et Jeanne-Marie Moysan (1864-1943), elle-même fille de l'ingénieur Alexandre Moysan (1828-1896), maire de Poullaouen (Finistère) et directeur de l'usine de plomb près du quartier Saint-Louis de Marseille.
En 1934, il épouse Jeanne Michelet, la petite-fille du président du tribunal de commerce de Nice, Paul Vial (1847-1903).

## Une famille ancrée dans l'armée française
Son arrière-grand-père, Ignace Michelet (1771-1849), caporal-fourrier au 8e régiment d'infanterie de ligne à Auray (Morbihan).
Son oncle, le commandant Lucien Chevallier (1856-1956), ancien élève de Saint-Cyr, chef de bataillon de l'état-major de la division d'Alger, au sein du 2e régiment de tirailleurs algériens et du 3e régiment de tirailleurs algériens, chevalier de la Légion d'honneur.
Son frère, Charles Chevallier (1893-1989) participa au premier conflit mondial en tant qu'infirmier militaire, croix de guerre 1914-1918.
Son cousin-germain, Maurice Baland (1904-1993) fut colonel d'aviation, officier de la Légion d'honneur.

## Première Guerre mondiale
Jean Chevallier, devance l'appel et commence son service militaire en 1915 en plein conflit de la première guerre mondiale, il a alors 18 ans. Il fait partie de plusieurs régiments d'artillerie.
Il s'illustra dans des combats, par sa formation d'artilleur.
Il se voit attribuer la croix de guerre et la médaille commémorative de la guerre 1914-1918.

## L'entre-deux-guerres
Après la première guerre mondiale, il intègre la Haute Commission Interalliée des Territoires Rhénans (HCITR) dont il devient représentant français à Bonn, Mayence et Wiesbaden, en Allemagne.
Il représentera la France au cours de plusieurs déplacements en Europe centrale entre 1921 et 1930, notamment à Belgrade où il restera une partie de l'année 1928.

## La Seconde Guerre mondiale
Alors stationné à Marseille puis à Paris, dès l'annonce du début de l'entrée dans le conflit le 3 septembre 1939, il partira immédiatement, dans la nuit, avertir la famille de son beau-père où se trouvait son épouse, domiciliées à Virton en Belgique.
Ils partiront à la hâte, laissant leur maison dans l'état, et passent la frontière pour se réfugier au sud de la Loire.
Entre 1941 et 1944, il sera successivement à Rabat, Casablanca, Alger et Oran dans les troupes françaises d'Afrique du Nord avant de rejoindre la métropole lors du débarquement en Provence dans la deuxième moitié de l'année 1944.
Il participa à des faits de résistance et recevra la médaille d'officier de la résistance.
Après la défaite de l'Allemagne, à l'issue de la Seconde Guerre mondiale, il sera envoyé en tant que gouverneur français de la province de Tübingen. Il aura plusieurs missions dans les pays frontaliers, notamment en Autriche et Union soviétique
Il sera au service du gouvernement français jusqu'en 1950, et la fin de la zone allemande occupée par la France.

## Toneline
En 1952, il entre au sein de la société pétrolière franco-égyptienne Toneline, dont il sera le directeur financier jusque dans les années 1960.
Il séjourna pour sa retraite à La Chapelle-sur-Loire, Bourgueil et Saumur.
Il meurt le 14 novembre 1985, à l'âge de 88 ans. Ses obsèques eurent lieu en l'Église Notre-Dame de Cunault, située sur la commune de Chênehutte-Trèves-Cunault, à une quinzaine de kilomètres de Saumur.

## Décorations
- : Chevalier de la Légion d'honneur
- : Croix de guerre 14-18
- : Croix de guerre 39-45
- : Médaille de la résistance avec rosette
- Chevalier de l'ordre des Palmes académiques